# José Augusto de Sousa Ferreira da Silva
José Augusto de Sousa Ferreira da Silva (Arroteia, São Cristóvão de Nogueira, Cinfães, 5 de julho de 1933), mais conhecido pelo pseudónimo Guido de Monterey, mas que também usa o heterónimo José Rosário Guisande, é um publicista e escritor, autor de guias de viagem e de outras obras de carácter histórico-geográfico e etnográfico.

## Biografia
O escritor nasceu em 1933 na freguesia de São Cristóvão de Nogueira, no concelho de Cinfães. Frequentou os Seminários Menor de Resende e Maior de Lamego, o Colégio de João de Deus do Porto e a Faculdade de Direito de Coimbra, sem contudo terminar o curso. Dedicou-se essencialmente à escrita literária e à edição, alcançando notoriedade na produção de guias turísticos, alguns deles com múltiplas edições e tradução para outras línguas.
Publicou a maioria das suas obras sob o pseudónimo de Guido de Monterey, mas também escreve sob o heterónimo de José Rosário Guisande. Conta com 57 obras editadas, entre contos, romances, comédias, novelas, monografias e livros turísticos, alguns deles vertidos para várias línguas, nomeadamente aqueles orientados para as belezas dos arquipélagos da Madeira e Açores.
Foi oficial miliciano, prestou serviço militar no Instituto de Altos Estudos Militares, em Caxias, arredores de Lisboa, e durante cinco anos viveu no Bairro Alto. Fixou depois residência na cidade do Porto, fundando ali a Editora Babel, distribuidores de obras literárias.